# Elektrownia Huntorf
Elektrownia Huntorf – elektrownia napędzana turbiną gazową. Elektrownia posiada magazyn energii w postaci podziemnej solnej kawerny wypełnionej powietrzem pod ciśnieniem. Jest to jedna z dwóch na świecie elektrowni tego typu.

## Historia
Elektrownia została uruchomiona do użytku komercyjnego w 1978 roku. Była to wtedy pierwsza na świecie elektrownia zawodowa z magazynem energii na sprężone powietrze. Pierwotnie miała ona za zadanie pochłaniać nadmiar wyprodukowanej energii z pobliskiej elektrowni atomowej oraz służyć jej jako awaryjne źródło energii elektryczne. W latach 90 ówczesny właściciel elektrowni PreussenElektra rozważał zamknięcie elektrowni ze względów ekonomicznych. Kilka lat później, w wyniku zmian politycznych i wzrostu udziału elektrowni wiatrowych w produkcji energii elektrycznej, elektrownia z podziemnym magazynem zaczęła pełnić coraz ważniejszą rolę. W 2006 roku elektrownia przeszła modernizację i zwiększono jej moc z 290 MW na 321 MW. Obecne operatorem elektrowni jest spółka E.ON.

## Dane techniczne
W tradycyjnym silniku turbosprężarkowym ok. 60% mocy jest pobierana przez sprężarkę. Reszta mocy na wale zostaje przekazana do generatora. W przypadku elektrowni Huntorf podczas trybu pracy do komory spalania zostaje dostarczone powietrze, które zostało sprężone wcześniej, zatem cała moc zostaje przekazana do generatora. Elektrownia dysponuje mocą 321 MW. Moc ta może być dostarczana tylko przez 2 godziny ze względu na ograniczoną pojemność magazynu powietrza. Pojemność podziemnej kawerny wynosi ok. 300 000 m³. Podczas trybu sprężania zostaje uruchomiona sprężarka o mocy 60 MW, wykorzystuje ona energię dostarczoną z sieci elektrycznej. Powietrze zostaje sprężone do 72 bar. Podczas opróżniania zbiornika ciśnienie spada do 46 bar. Zakres ciśnień jest uwarunkowany charakterystyką pracy turbiny. Podczas przemian termodynamicznych, jakimi są sprężanie i rozprężanie, czynnik roboczy wymienia temperaturę z otoczeniem, dlatego podczas sprężania konieczne jest ochładzanie czynnika o podczas rozprężania, ogrzewanie. Wiąże się to ze stratami energii, a co za tym idzie, spadkiem sprawności całego procesu. W celu podniesienia sprawności energia cieplna spalin turbosprężarki zostaje wykorzystana do podgrzania powietrza, które zostaje w tym samym czasie rozprężane.

## Rola elektrowni w systemie elektroenergetycznym
Elektrownia Huntorf nie jest nastawiona na pracę ciągłą. Jej głównym zadaniem jest bilansowanie popytu i podaży na energię elektryczną w ciągu dnia.
Dla kraju, który w dużej mierze wykorzystuje OZE, jest to bardzo istotne, by posiadać elektrownię, która w przypadku nadprodukcji jest w stanie częściowo zmagazynować energię, by później w szczytowym zapotrzebowaniu na energię ją uwolnić.